# سان-ایر اسکاندیناوی
سان-ایر اسکاندیناوی (به انگلیسی: Sun-Air of Scandinavia) یک شرکت هواپیمایی با کد یاتا EZ است که در تاریخ ۱۹۷۸ میلادی تأسیس شده است.
دفتر مرکزی سان-ایر اسکاندیناوی در دانمارک واقع شده‌است و قطب این شرکت هواپیمایی در فرودگاه بیلاند قرار دارد و به ۱۴ مقصد، پرواز مستقیم انجام می‌دهد.

## مقصدهای پروازی

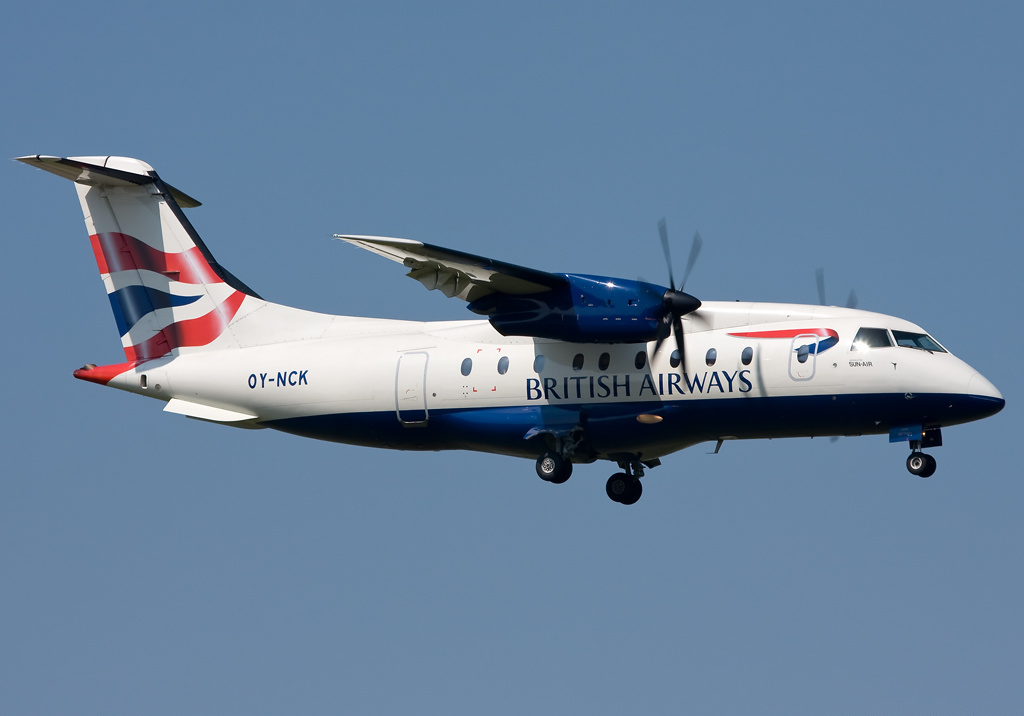
یک فروند دورنیه ۳۲۸-۱۱۰ سان-ایر اسکاندیناوی در فرودگاه بروکسل.

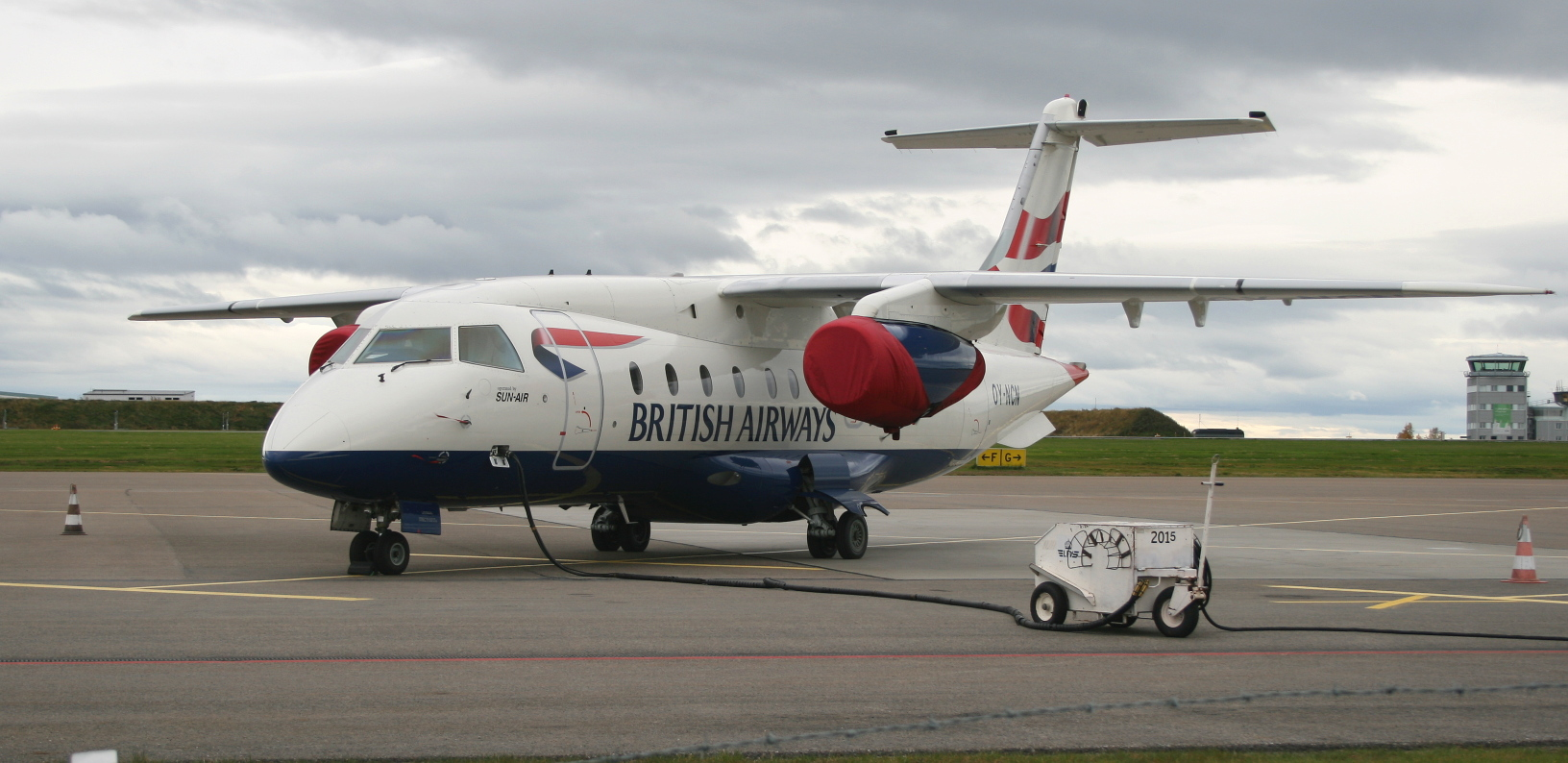
یک فروند Fairchild-Dornier 328JET سان-ایر اسکاندیناوی در فرودگاه آره اوستشوند

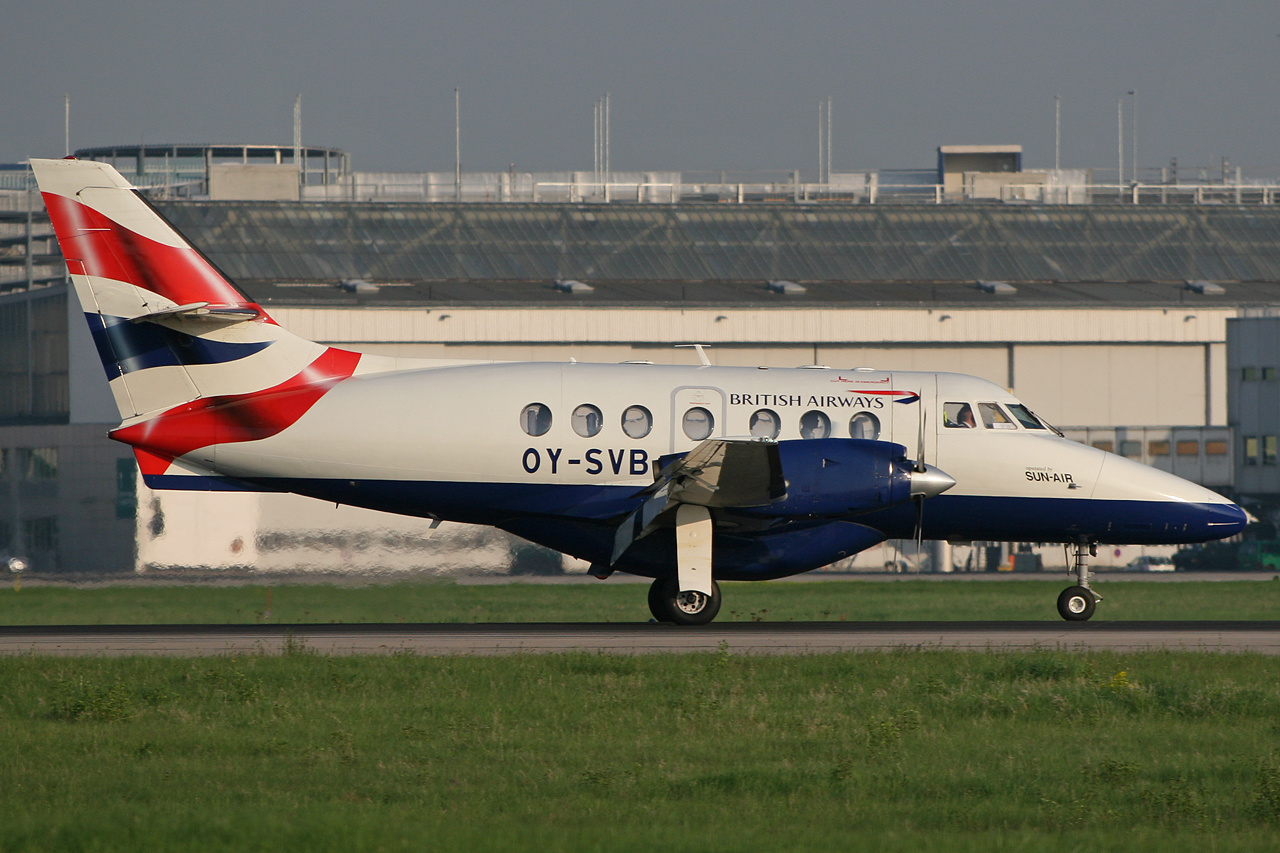

مقصدهای پروازی سان-ایر اسکاندیناوی به شرح زیر است (دسامبر ۲۰۴):
 بلژیک
- بروکسل - فرودگاه بروکسل

 دانمارک
- آلبورگ - فرودگاه آلبورگ
- آرهوس - فرودگاه آرهوس پایگاه
- Billund - فرودگاه بیلاند قطب

 آلمان
- دوسلدورف - فرودگاه بین‌المللی دوسلدورف
- هامبورگ - فرودگاه هامبورگ[۱]
- مونیخ - فرودگاه مونیخ

 نروژ
- اسلو - فرودگاه گاردرموئن اسلو
- برگن - فرودگاه فلسلند برگن

 سوئد
- یوتبری - فرودگاه گوتنبرگ-لاندوتر
- استکهلم - فرودگاه استکهلم-بروما

 بریتانیا
- کمبریج - فرودگاه کمبریج[۲]
- لندن - فرودگاه لندن سی‌تی
- منچستر - فرودگاه منچستر